# Michaël Sanlaville
Michaël Sanlaville (Lyon, 6 juli 1982) is een Frans stripauteur en animator van tekenfilms. 

## Carrière
Michaël Sanlaville volgde een tekenopleiding, eerst aan de École Émile Cohl in Lyon, dan aan de École des Gobelins. Hij ging aan de slag als tekenaar van storyboards of ontwikkelaar van personages voor tekenfilms. Zijn eerste strip, Hollywood Jan, maakte hij samen met Bastien Vivès die hij had ontmoet aan de École des Gobelins. De strip vertelt het verhaal van de tengere Jan, die beroep doet op zijn verbeelding om te kunnen overleven op de middelbare school. Daarna volgde een samenwerking met Éric Borg als scenarist voor het gewelddadige en sombere Rocher rouge. Zijn eerste soloproject was de strip Le fléau vert. Al deze strips werden uitgegeven door het kleine Kstr. Opnieuw met Éric Borg maakte Sanlaville ook de webcomic Memel et Kwamba.
Samen met Bastien Vivès en met Balak, een andere studiegenoot van de École des Gobelins, creëerde Sanlaville de stripreeks Lastman, een Europese manga. De auteurs tekenden 20 pagina's per week: Vivès schreef het verhaal, Balak schreef de dialogen en de bladindeling en Vivès en Sanlaville tekenden het verhaal uit in zwart-wit met grijswaarden. Deze reeks werd op het internet voorgepubliceerd en werd in album uitgegeven bij Casterman. Ze werd bekroond op het Festival van Angoulême in 2015.
- Biblioteca Nacional de España: XX5386121
- Bibliothèque nationale de France: cb150058488 (data)
- Gemeinsame Normdatei: 1036272052
- International Standard Name Identifier: 0000 0000 0248 6498
- Library of Congress Control Number: n2015001832
- Nederlandse Thesaurus van Auteursnamen: 338146075
- Système universitaire de documentation: 154822590
- Virtual International Authority File: 66742446
- WorldCat: E39PBJvHdYyfH6WKwBxr3Fptrq